# Incydent w Faszodzie

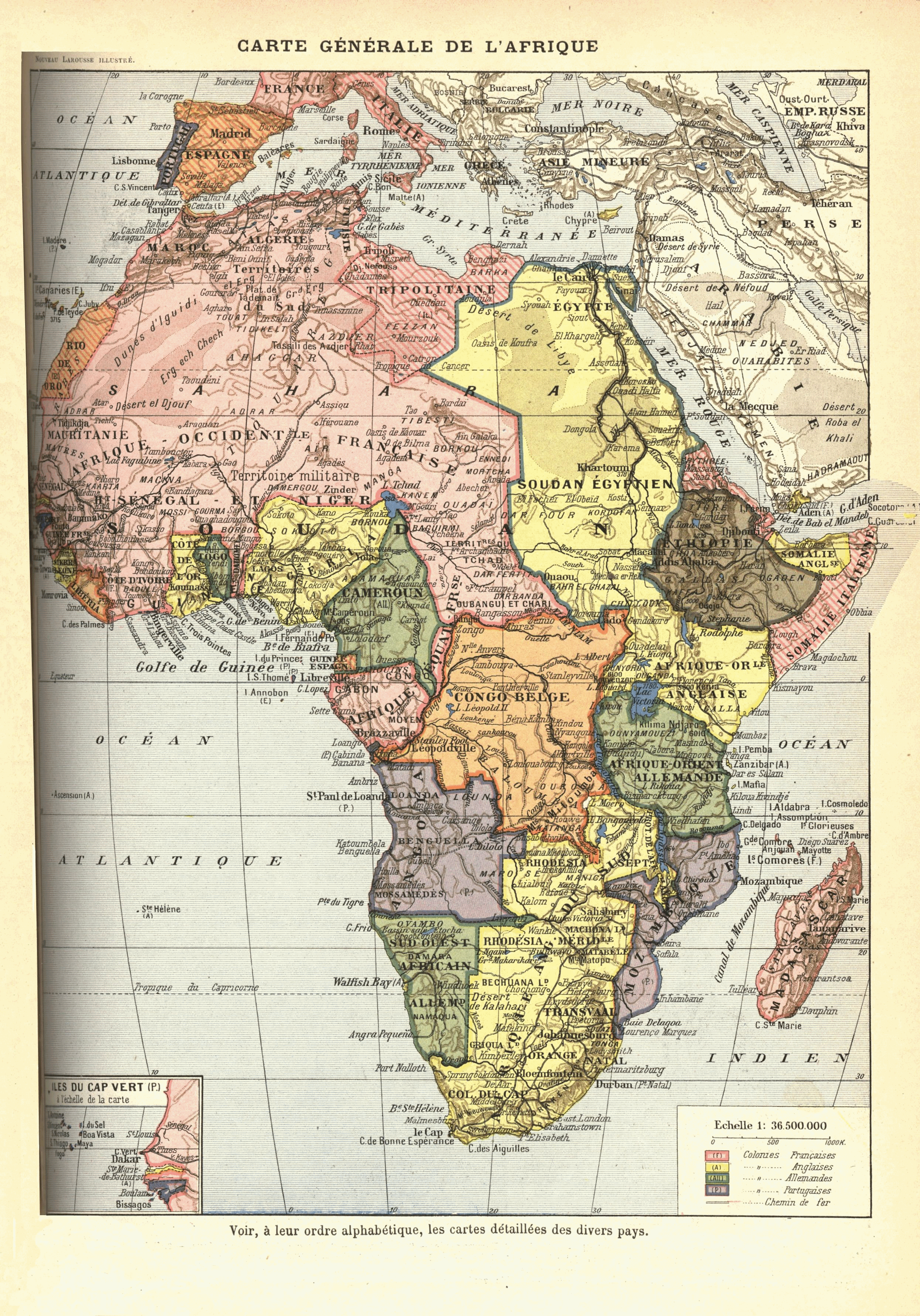
Mapa Afryki (około 1912) obrazująca zasięg wpływów kolonialnych po incydencie w Faszodzie (brytyjskie na żółto, francuskie na różowo)

Incydent w Faszodzie – kulminacyjny punkt brytyjsko-francuskiego konfliktu o granice posiadłości kolonialnych w Afryce Wschodniej, który miał miejsce w 1898 roku i omal nie doprowadził Wielkiej Brytanii i Francji do wojny. Skończył się korzystnie dla strony brytyjskiej, gdyż jego skutkiem było ograniczenie działalności Francji w strefie wpływów brytyjskich w Afryce.

## Tło

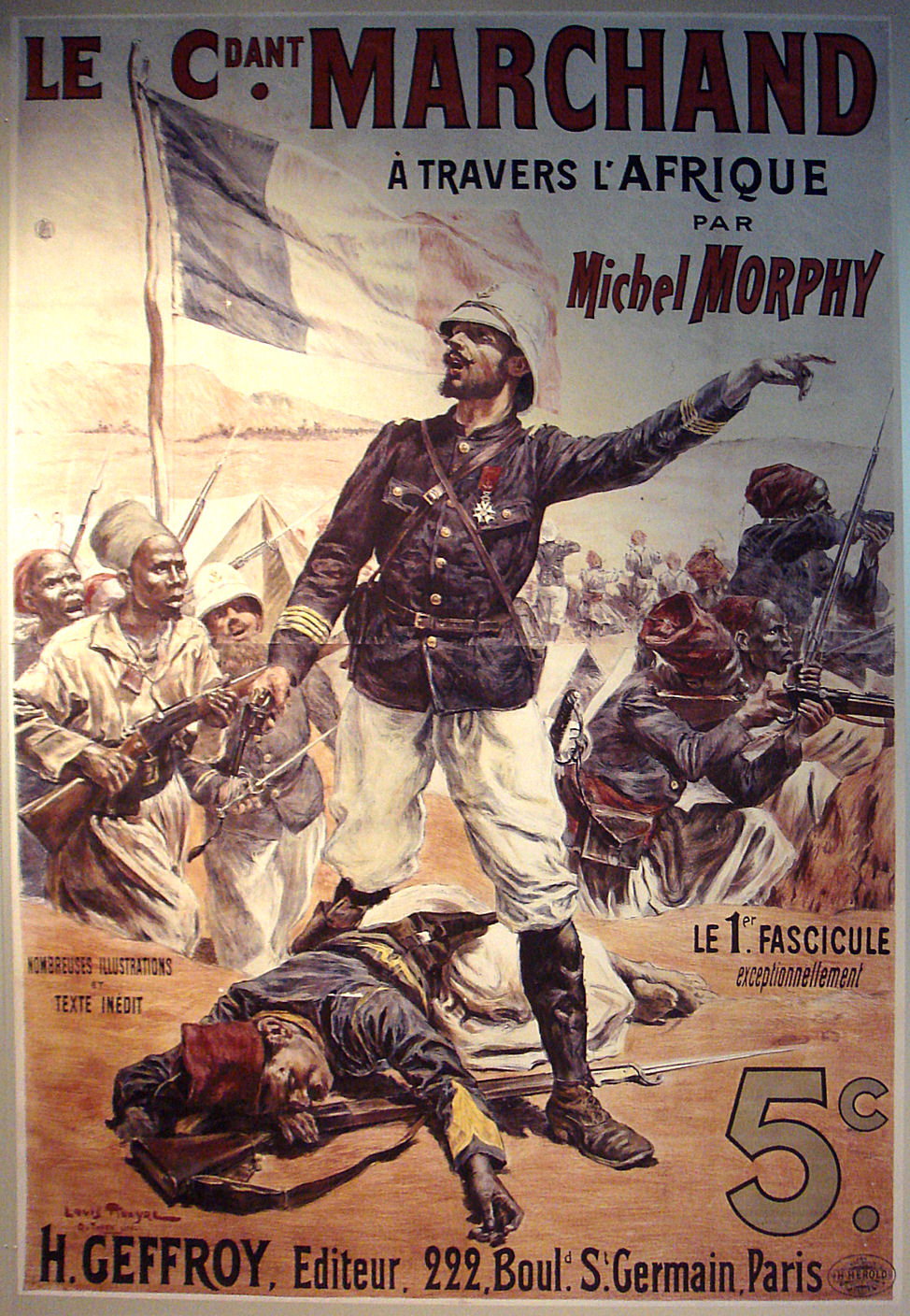
Afrykańska wyprawa Marchanda (ilustracja z epoki)

Pod koniec XIX wieku europejskie mocarstwa prowadziły w Afryce gwałtowną ekspansję. Ten okres nazywany jest wyścigiem o Afrykę. Największą rolę odegrały wówczas dwa mocarstwa: Wielka Brytania i Francja.
Francuzi prowadzili ekspansję w głąb Afryki z jej atlantyckiego wybrzeża, podporządkowując sobie kolejne terytoria Sahelu położone wzdłuż południowej granicy Sahary, czyli obszar współczesnego Senegalu, Mali, Nigru i Czadu. Ich głównym celem było uzyskanie połączenia pomiędzy rzeką Niger a Nilem, co zapewniłoby Francuzom kontrolę nad całym handlem w Sahelu (kontrolę nad szlakami karawanowymi biegnącymi przez Saharę uzyskali już wcześniej).
Celem Brytyjczyków było połączenie ich posiadłości w Afryce Południowej (współczesne obszary RPA, Botswany, Zimbabwe i Zambii) z posiadłościami w Afryce Wschodniej (dzisiejsza Kenia) i dorzeczem Nilu. Zdobycie kontroli nad Sudanem (który wówczas obejmował również obszar dzisiejszej Ugandy) było kluczem dla realizacji tych ambicji, szczególnie, że Egipt był już pod kontrolą brytyjską.
Jeśli wyznaczyć linie pomiędzy Kapsztadem a Kairem (proponowana przez Cecila Rhodesa „czerwona linia”) oraz pomiędzy Dakarem a Somali Francuskim (dzisiejsze Dżibuti), to okazuje się, że przecinają się one w okolicach Faszody (dzisiejsze Kodok), co wyjaśnia jej strategiczne znaczenie. Francuska oś wschód-zachód i brytyjska oś północ-południe nie mogły istnieć równocześnie; naród kontrolujący skrzyżowanie tych osi mógł zrealizować swoje plany jako jedyny.
Faszoda miała także swoje znaczenie dla sporu pomiędzy Wielką Brytanią a Francją o legalność brytyjskiej okupacji Egiptu. Wielu francuskich polityków żałowało decyzji o nieprzyłączeniu się do okupacji. Planowali zmusić Brytyjczyków do wycofania się z Egiptu, a placówka nad Nilem mogła stanowić bazę dla francuskich kanonierek. Istniały także plany przegrodzenia Nilu tamą, co odcięłoby Brytyjczyków od zasobów wodnych. Te plany były bardzo trudne w realizacji, jednak wywołały obawy wśród Brytyjczyków, którzy – dla zapewnienia Egiptowi bezpieczeństwa – postanowili przejąć kontrolę nad Nilem.

## Przebieg
Latem 1896 Francuzi wysłali z Libreville nad Zatoką Gwinejską oddział 11 oficerów marynarki i 150 afrykańskich żołnierzy pod dowództwem kapitana Jean-Baptiste’a Marchanda, by objąć protektorat nad okolicami Faszody, w której znajdowała się niewielka twierdza. Mieli połączyć się z dwiema innymi ekspedycjami idącymi przez Abisynię, z których jedna, wychodząca z Dżibuti, dowodzona była przez Christiana de Bonchamps, weterana ekspedycji kapitana Williama Stairsa do Katangi.
Ekspedycja Marchanda, po przejściu z zachodu na wschód kontynentu, dotarła do Faszody nad Nilem Białym 10 lipca 1898 roku, jednak ekspedycji Bonchampsa to się nie udało, ze względu na sprzeciw Etiopczyków wobec przemarszu i wypadek w wąwozie rzeki Baro. 18 września w Faszodzie pojawiła się flotylla brytyjskich kanonierek. Brytyjczykami dowodził Horatio Kitchener, zwycięzca spod Omdurmanu, który odbijał Sudan w imieniu egipskiego kedywa. Obie strony rościły sobie prawa do Faszody.
Informacje o spotkaniu dotarły do Londynu i Paryża, gdzie rozpaliły poczucie narodowej dumy obu imperialnych narodów. Obie strony oskarżały się wzajemnie o ekspansjonizm i agresję. Doszło do trwającego dwa miesiące międzynarodowego kryzysu, a oba mocarstwa zmobilizowały swoje floty.
Na morzu przewaga liczebna, techniczna i organizacyjna Wielkiej Brytanii była znaczna. Wojska lądowe Francji były liczniejsze, jednak nie mogły zagrozić Brytyjczykom bez odpowiedniego wsparcia morskiego.
Fakty te były znane Théophile’owi Delcassému, nowo powołanemu ministrowi spraw zagranicznych Francji. Dbał on o utrzymanie sojuszu z Wielką Brytanią, spodziewając się przyszłego konfliktu z Cesarstwem Niemieckim, i nie widział żadnej korzyści w ewentualnym konflikcie kolonialnym. Nalegał na pokojowe rozwiązanie sporu. W tym czasie społeczeństwo francuskie zaczęło kwestionować racjonalność wojny z powodu sporu w odległej Afryce, a później afera Dreyfusa odwróciła uwagę opinii publicznej od Sudanu. 3 listopada 1898 roku rząd Francji nakazał wycofanie oddziałów wojskowych, nie rozgłaszając tego faktu.

## Skutki

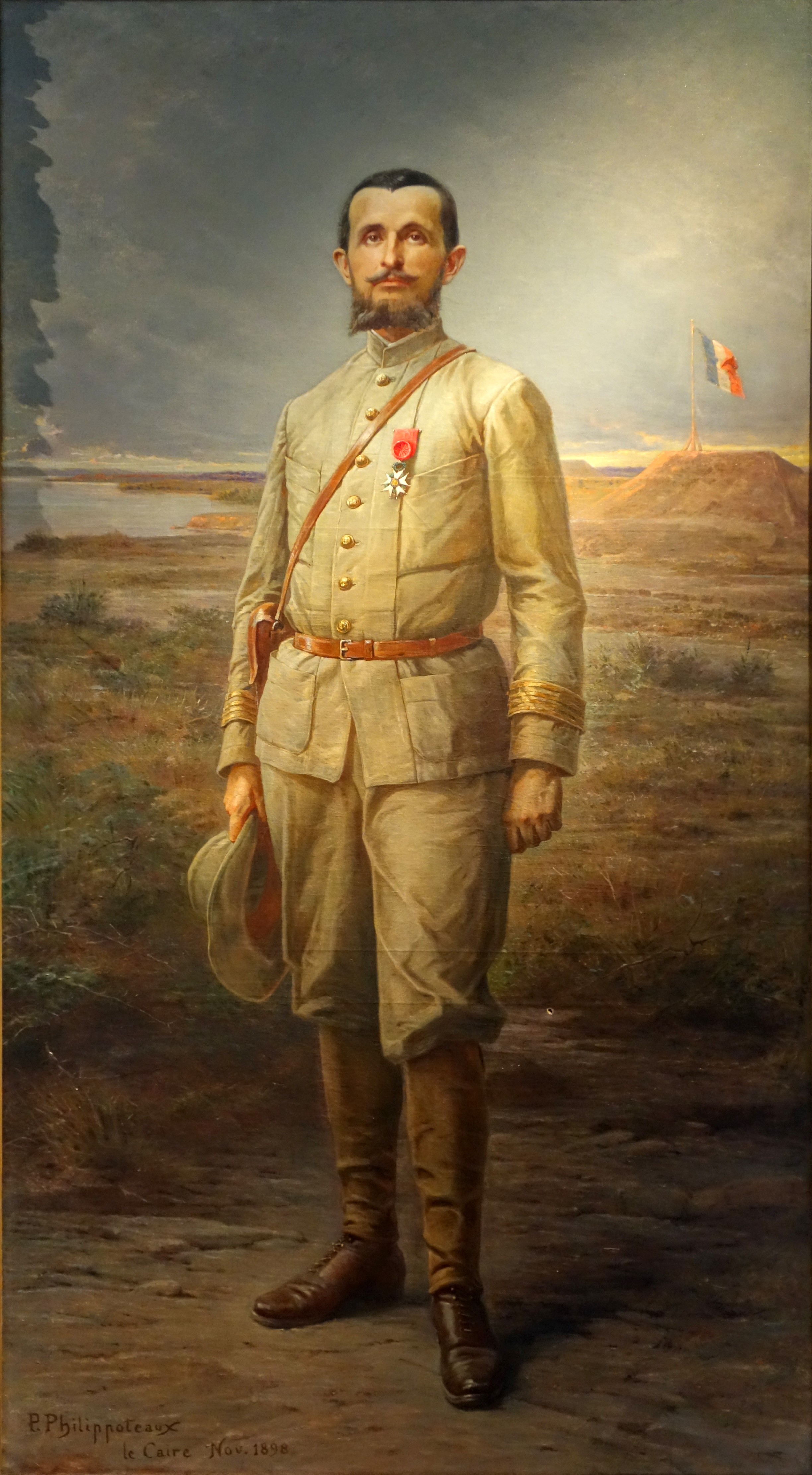
Komendant Marchand w Faszodzie

W marcu 1899 roku Francuzi i Brytyjczycy doszli do porozumienia, zgodnie z którym źródła Nilu i Kongo miały stanowić granicę ich stref wpływów.
Niektórzy historycy uważają rozwiązanie konfliktu i wzrost potęgi Niemiec za przyczyny ustanowienia entente cordiale. Incydent był ostatnim sporem kolonialnym między Wielką Brytanią a Francją.